# Pont-du-Château
Pont-du-Château – miejscowość i gmina we Francji, w regionie Owernia-Rodan-Alpy, w departamencie Puy-de-Dôme.
Według danych na rok 1990 gminę zamieszkiwały 8562 osoby, a gęstość zaludnienia wynosiła 396 osób/km² (wśród 1310 gmin Owernii Pont-du-Château plasuje się na 19. miejscu pod względem liczby ludności, natomiast pod względem powierzchni na miejscu 399.).